# 土肥泰
土肥 泰（どい ゆたか、1928年9月10日 - 1998年11月14日）は、日本の作曲家、指揮者、ピアニスト、埼玉大学名誉教授。下總皖一、團伊玖磨に師事。

## 略歴
- 1928年9月 - 埼玉県浦和市で生まれる
- 1953年3月 - 東京芸術大学音楽学部作曲科を卒業
- 1954年3月 - 東京芸術大学大学院作曲研究科を修了
- 1954年4月 - 埼玉大学教育学部非常勤講師
- 1965年4月 - 埼玉県音楽家協会会員
- 1965年5月 - 作曲5人会を設立
- 1969年4月 - 埼玉大学教育学部助教授
- 1969年11月 - 詩と音楽の会会員
- 1972年6月 - ユネスコ日本国内委員会会友
- 1972年10月 - 全国学芸コンクール審査委員
- 1972年11月 - 埼玉県社会経済総合調査会研究評議員
- 1974年4月 - 埼玉大学教育学部教授
- 1976年4月 - 埼玉県新人演奏会審査委員
- 1980年4月 - 埼玉県立教員養成所非常勤講師
- 1982年4月 - 反核意見広告事務局代表よびかけ人、埼玉県県民芸術劇場基本構想検討委員会委員長
- 1982年6月 - 埼玉大学生活協同組合理事長
- 1983年5月 - 埼玉県生活協同組合連合会会長
- 1984年2月 - 日本中国文化交流協会会員
- 1985年2月 - 埼玉県青少年健全育成審議会会員、埼玉県文化振興基金委員会会員
- 1985年5月 - 生活協同組合さいたまコープ理事
- 1987年3月 - 平和のための埼玉の戦争展実行委員長
- 1987年12月 - 第4回国民文化祭基本構想検討委員会副会長、第4回国民文化祭基本構想策定委員会委員長
- 1988年4月 - 埼玉県音楽家協会会長、埼玉県新人演奏会審査委員長、埼玉会館主催事業選定委員会委員長
- 1989年4月 - 埼玉県県民劇場建設専門委員会委員長、埼玉県交響楽団設立検討委員会副委員長
- 1989年9月 - 第3回全国高齢者大会現地実行委員長
- 1991年4月 - 埼玉大学附属図書館長[5]
- 1993年4月 - 埼玉県生活協同組合連合会会長
- 1994年3月 - 埼玉大学教育学部教授を定年により退官[6]
- 1994年4月 - 埼玉大学名誉教授になる[3][7]
- 1998年11月14日 - 多臓器不全のため死去[8]。

## 受賞歴
- ワルター・バリリー国際作曲コンクール入賞
- 日本を素材とする管弦楽作曲コンクール大賞受賞（TBS、朝日新聞社主催）
- 日本を素材とする管弦楽作曲コンクール入賞（TBS、朝日新聞社主催）
- 下總音楽賞受賞[3]
- 第2回TBS賞特賞[9]

## 作曲

### 管弦楽・室内楽
- 室内協奏曲
- 交響曲「梵唱変容」[9]
- 管弦楽曲「秩父旋踊紋」
- 管弦楽曲「variete pour orchestre」
- 弦楽四重奏曲「トリフォルメ」
- 邦楽器によるトリオ
- 弦楽三章
- ヴィオラ・ソナタ[3]

### 舞踊組曲・カンタータ
- 舞踊組曲「風と浪と砂と」
- 舞踊組曲「暗い空間」
- 舞踊組曲「風」
- カンタータ「直実」[3]

### 歌曲
- 歌曲「乖離」－アルト独唱と室内楽のための－
- 歌曲「宮澤章二による三つの詩」
- 歌曲「五月の歌」
- 歌曲「バラード」
- 合唱曲「こはるびより」 作詩:宮澤章二[10][11]
- 歌曲「野火」 作詩:原三佳[12][13]
- 歌曲「願い」[3]
- 『新しい日本の歌 第5集 / 詩と音楽の会編』 音楽之友社 1970年
  - 「けもの道」 作詩:原三佳[14]
- 『新しい日本の歌 第9集 / 詩と音楽の会編』 音楽之友社 1974年
  - 「夏のうぐいす」 作詩:関根栄一[15]
- 『新しい日本の歌 15周年記念作品集 / 詩と音楽の会編』 音楽之友社 1982年
  - 「バラード : 樹海の花」 作詩:五味清花[16][17][18]
- 『新しい日本の歌 第16集 / 詩と音楽の会編』 音楽之友社 1983年
  - 「凍る三日月」 作詩:名取和彦[19][20]
- 『新しい日本の歌 第18集 / 詩と音楽の会編 歌曲』 音楽之友社 1985年
  - 「狐 : トルコ細密画より」 作詩:村上博子[21][22]
- 『新しい日本の歌 第23集 / 詩と音楽の会編 歌曲』 音楽之友社 1990年
  - 「谷間十年」 作詩:槇晧志[23][24]

### 映画音楽
- 映画「沙羅の花の峠」[25][26][27][28][29][30][31][32]
- 映画「海の兄弟」
- ドキュメンタリー映画「ミクロンに挑む」
- ドキュメンタリー映画「新しき鋼板」
- ドキュメンタリー映画「黒部第4発電所一海外版」
- ドキュメンタリー映画「330万人の記録」[3]

### 演劇音楽
- 水上勉原作「湖笛」
- 「乱世に生きる女たち」[3]

### 放送番組音楽
- 川端康成「雪国」
- ガルシン「信号」
- 久板栄二郎「火山に生きる」
- 「物語女性史」
- 「女性の歩み」
- 「婦人の窓」
- 「テレビ聾学校」
- 「現代の記録」
- 「現代の映像」
- 「日本の伝統」[33]
- 「小さなおくりもの」[34][35]
- 「名城とふるさとの旅」[3]

### 校歌・社歌
- 朝霞市立朝霞第三小学校（作詞:下山つとむ）[36]
- 足立区立上沼田小学校（作詞:校歌制定委員会）[37]
- 越生町立越生小学校（作詞:下山懋）[38]
- 神川町立神川中学校（作詞:下山つとむ）[39]
- 川口市立上青木中学校（作詞:下山つとむ）[40]
- 川口市立神根小学校（作詞:下山つとむ）[41]
- 川口市立川口高等学校（作詞:下山懋）[42]
- 川口市立小谷場中学校（作詞:村上政三）[43]
- 川口市立在家中学校（作詞:松本旭）[44]
- 川口市立芝中央小学校（作詞:村上政三）[45]
- 川口市立戸塚小学校（作詞:松本旭）[46]
- 川口市立戸塚東小学校（作詞:村上政三）[47]
- 川口市立前川東小学校（作詞:松本旭）[48]
- 鴻巣市立川里中学校 (旧 川里村立川里中学校) (作詞: 土肥泰)
- 越谷市立大沢北小学校（作詞:宮澤章二）[49]
- 越谷市立大袋中学校（作詞:宮澤章二）[50]
- 埼玉県立川越南高等学校（作詞:宮原和夫）[51]
- 埼玉県立坂戸高等学校（作詞:松崎宗吉）[52]
- 埼玉県立福岡高等学校（作詞:宮澤章二）[53][54]
- 埼玉県立吉見高等学校（作詞:岡安志朗）[55]
- さいたま市立大久保小学校（作詞:下山懋）[56]
- さいたま市立日進北小学校（作詞:下山懋）[57]
- さいたま市立見沼小学校（作詞:宮澤章二）[58]
- 埼玉大学教育学部附属特別支援学校（作詞:井上敏夫）[59]
- 志木市立志木第三小学校（作詞:宮澤章二）[60]
- 戸田市立新曽北小学校（作詞:松本旭）[61]
- 滑川町立福田小学校（作詞:下山懋）[62]
- 新座市立新開小学校（作詞:宮澤章二）[63]
- 羽生市立岩瀬小学校（作詞:宮澤章二）[64]
- 深谷市立本郷小学校（作詞:綱島憲次）[65]
- 本庄市立本庄東小学校（作詞:宮澤章二）[66]
- 横浜市立梅林小学校（作詞:神保光太郎）[67]
- 吉川市立関小学校（作詞:会田千代）[68]
- 和光市立第五小学校（作詞:宮澤章二）[69]
- 幸手市立上高野小学校（作詞:宮澤章二）
- 千葉銀行行歌[70]
- 埼玉日産自動車社歌[3]

## 執筆
- 東京交響楽団機関紙シンフォニー「團伊玖磨との対談」
- 東京交響楽団機関紙シンフォニー「團伊玖磨の音楽－第4交響曲－」
- 日中往来懇話会機関紙「中国中央楽団作曲『黄河』」
- 日中友好音楽祭プログラム「團伊玖磨の『シルク・ロード』」
- 埼玉新聞「いま文化に求めるもの」
- 非核浦和通信を発行する会「非核浦和通信」[3]
- 全音楽譜出版社「こどものためのピアノアルバム：現代日本の作曲家による / 伊達純編 1～6」[71][72][73][74][75][76][77][78]
  - アラベスク
  - ゆりかご
  - 踊り
  - 小トッカータ
  - 4つの練習曲. 2度のために
  - 並行3度
  - 並行5度
  - 交替和音